# أنطوني كولدربانك
أنطوني كولدربانك (بالإنجليزية: Anthony Calderbank)‏ أو توني كولدربانك هو مترجم إنجليزي للأدب العربي المعاصر. ترجم العديد من الأعمال الأدبية المصرية والعربية المعاصرة.

## حياته
تلقى كولدربانك تعليمه في جامعة مانشستر، حيث تعلم العربية والفارسية، وعاش في حي شبرا القاهري عدة سنوات في منتصف ثمانينيات القرن العشرين، ثم عاد إلى إنجلترا ليعمل بتدريس اللغة العربية في جامعة سالفورد في الفترة من 1987 إلى 1990، قبل أن يعود ثانية إلى مصر ويعمل بالتدريس في الجامعة الأمريكية بالقاهرة.
في سنة 2000، بدأ كولدربانك العمل في المجلس البريطاني بالمملكة العربية السعودية، حيث عاش في الرياض والخبر، وقد صار كولدربانك في وقت لاحق مديرًا للمجلس البريطاني في جنوب السودان وفي ليبيا.

## أعماله
ترجم كولدربانك العديد من الأعمال الأدبية العربية إلى الإنجليزية، ومنها:
- الباذنجانة الزرقاء لميرال الطحاوي
- نقرات الظباء لميرال الطحاوي
- الخباء لميرال الطحاوي
- ليالي المسك العتيقة لحجاج أدول
- رادوبيس لنجيب محفوظ
- ذات لصنع الله إبراهيم

كما نُشر العديد من أعماله في مجلة بانيبال.